# Louder Than War
Louder Than War – brytyjski magazyn internetowy poświęcony muzyce, kulturze i mediom, założony w 2010 roku przez Johna Robba. Serwis był notowany w rankingu Alexa na miejscu 417742.

## Historia i profil
Magazyn internetowy Louder Than War został założony w 2010 roku przez frontmana zespołów The Membranes i Goldblade, Johna Robba. Jest poświęcony muzyce, kulturze i mediom.
W marcu 2012 roku Louder Than War ogłosił powołanie do życia własnej wytwórni płytowej.

Jest tyle świetnej muzyki, którą omawiamy na stronie Louder Than War, że zdecydowaliśmy się wydać część z niej.

Celem wytwórni miało być wydawanie jak najszerszego spektrum gatunków, od argentyńskiej muzyki elektronicznej, brytyjskiego Garage rocka, holenderskiego post-punku po indie rock, Indian Black Metal i noise pop z Brighton.
Pierwszym albumem wytwórni był, wydany 15 kwietnia 2014 roku, The Dangers Of Evil Blizzard zespołu Evil Blizzard.
W 2013 roku magazyn rozpoczął publikowanie własnej listy Albumów Roku – Louder Than War Albums Of The Year.
5 sierpnia 2015 roku Louder Than War ogłosił uruchomienie drukowanej wersji strony internetowej.